# Pierre Boulez

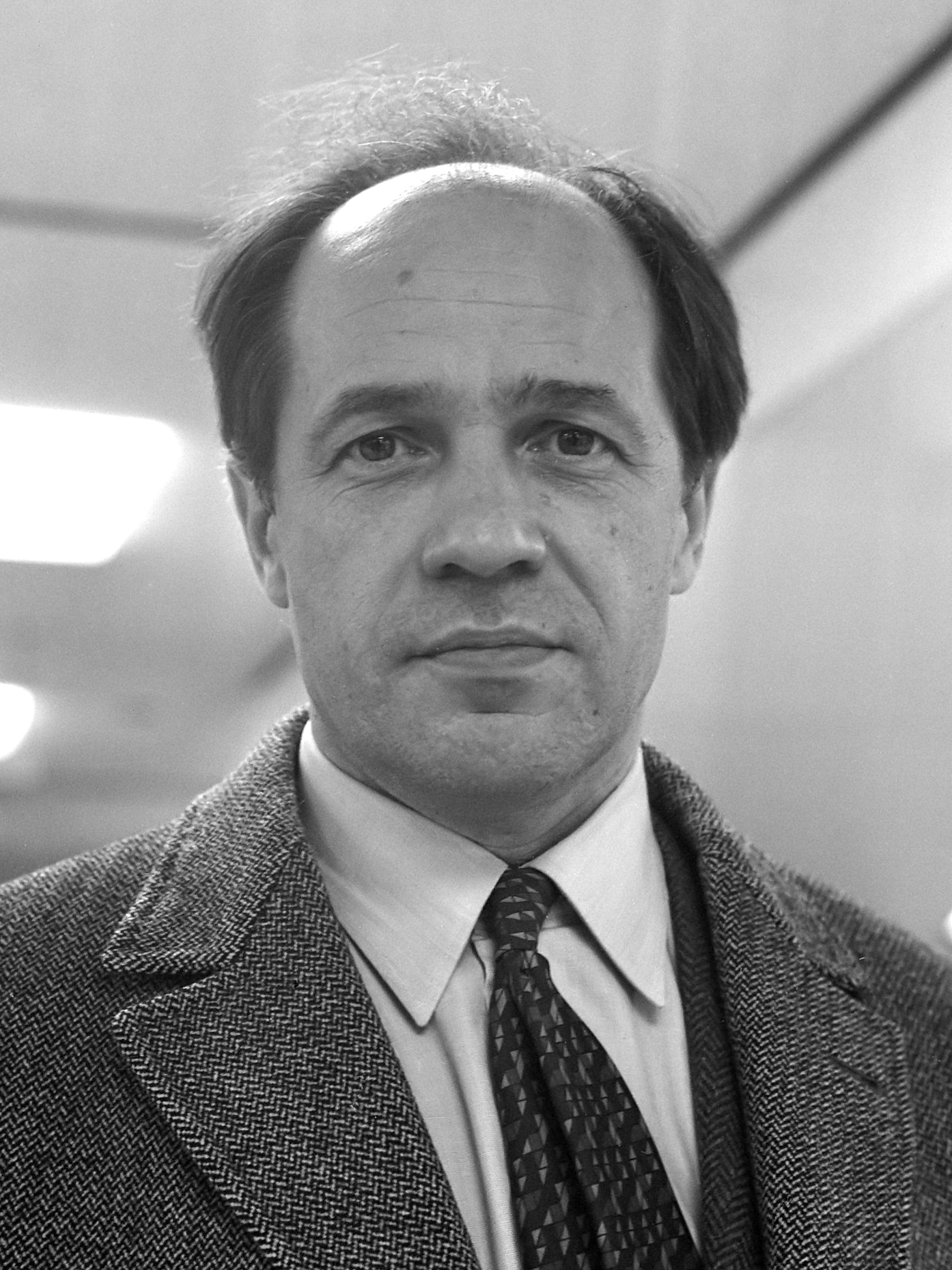
Pierre Boulez (1968)

Pierre Louis Joseph Boulez [pjɛʀ buˈlɛz] (* 26. März 1925 in Montbrison, Département Loire; † 5. Januar 2016 in Baden-Baden) war ein französischer Komponist, Dirigent und Musiktheoretiker.

## Leben
Pierre Boulez wollte eigentlich erst Mathematik und technische Wissenschaften studieren, wurde aber 1943 Kompositionsschüler von Olivier Messiaen am Pariser Konservatorium und studierte 1945/1946 bei Andrée Vaurabourg, der Gemahlin Arthur Honeggers, und René Leibowitz. Er war 1946–1956 musikalischer Leiter des Ensembles Madeleine Renaud / Jean-Louis Barrault im Théâtre Marigny. 1951 beschäftigte er sich in der Groupe de Recherches Musicales von Pierre Schaeffer mit der Musique concrète und besuchte 1952 erstmals die Internationalen Ferienkurse für Neue Musik in Darmstadt. Dort wirkte er 1955–1967 als Dozent und als Dirigent des Darmstädter Kammerensembles.
1954 gründete er in Paris die Konzertreihe Domaine Musical, die er bis 1967 leitete, und wurde Gastdirigent des Südwestfunk-Orchesters in Baden-Baden. Außerdem lehrte er 1960–1963 an der Musikakademie in Basel und 1963 an der Harvard University in Cambridge (Massachusetts).
1966 debütierte er als Wagner-Dirigent mit dem Parsifal bei den Bayreuther Festspielen. Dabei wandte er sich von der Tradition schleppender Tempi ab; seine Aufführung 1967 war diejenige mit der kürzesten Spieldauer für dieses Werk in Bayreuth. Ebenfalls dort dirigierte er 1976 den Ring des Nibelungen in der zunächst umstrittenen und später überwiegend gelobten Inszenierung von Patrice Chéreau. Diese Inszenierung anlässlich des 100-jährigen Bestehens der Bayreuther Festspiele wurde als Jahrhundertring bezeichnet.
1967–1972 war er Gastdirigent des Cleveland Orchestra, 1971–1975 leitete er das BBC Symphony Orchestra und 1971–1977 als Nachfolger von Leonard Bernstein das New York Philharmonic Orchestra. Er gründete in Paris am Centre Beaubourg das Institut de recherche et coordination acoustique/musique (IRCAM), dessen Direktor er 1976–1992 war.

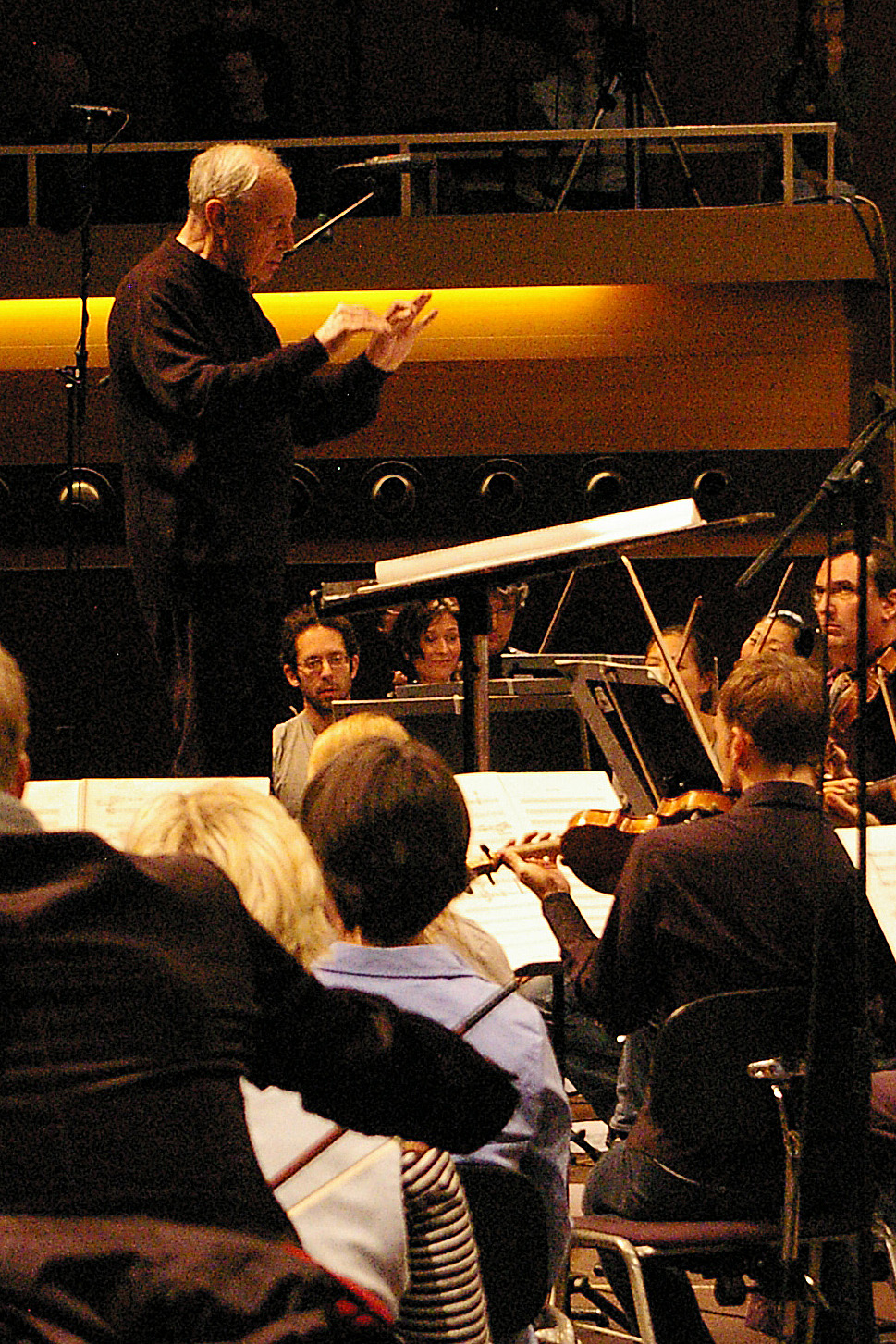
Pierre Boulez 2008 bei den Donaueschinger Musiktagen

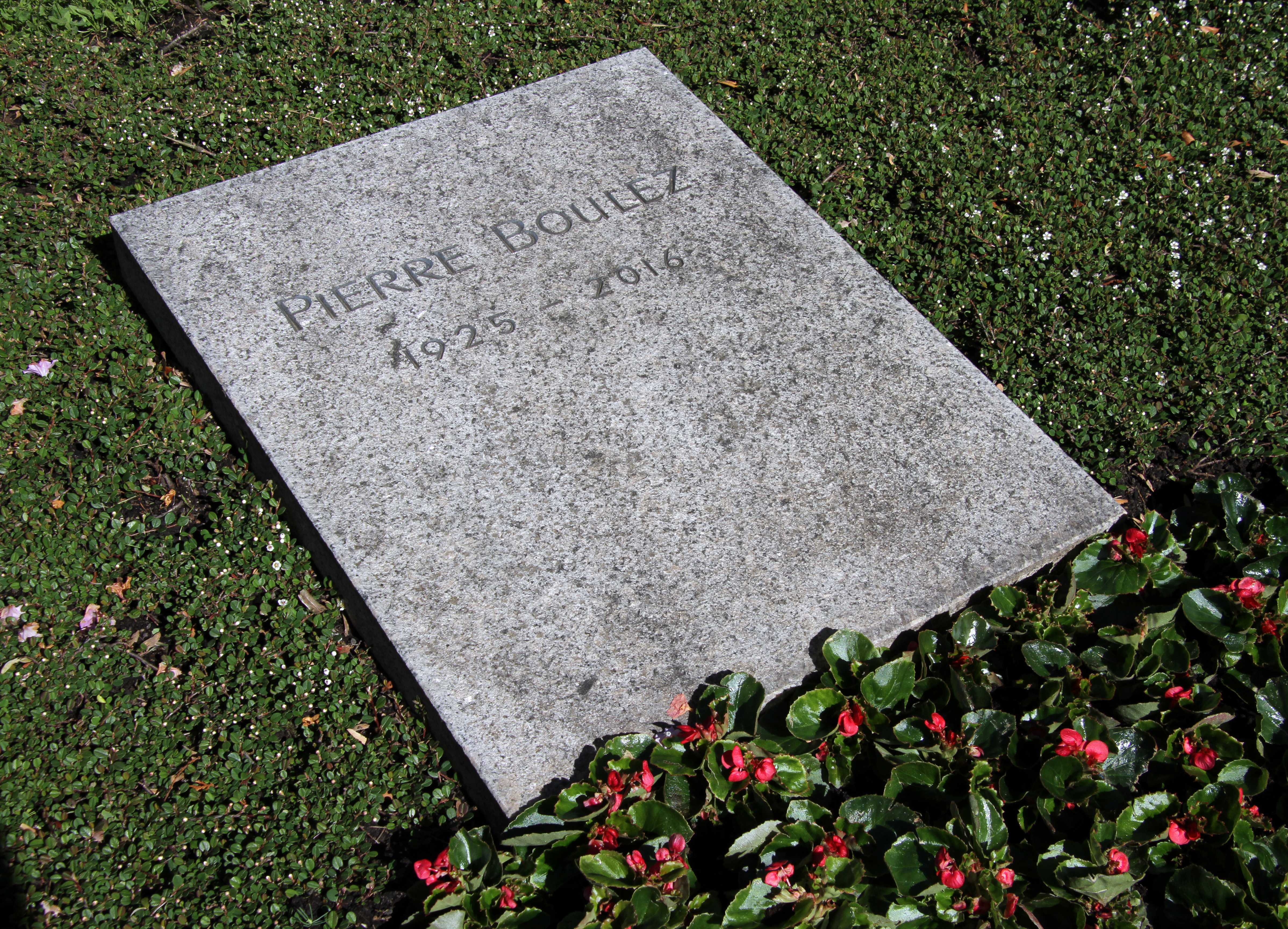
Grab auf dem Hauptfriedhof Baden-Baden

Ebenfalls in Paris war er Gründer und 1976–1979 Leiter des Ensemble intercontemporain (EIC). 1984 spielte er drei Kompositionen von Frank Zappa für das Album Boulez Conducts Zappa: The Perfect Stranger mit dem 16-köpfigen Ensemble InterContemporain in Paris ein.
Am 24. Februar 1979 leitete er an der Pariser Oper die Uraufführung der von Friedrich Cerha komplettierten Fassung der Oper Lulu von Alban Berg mit Teresa Stratas in der Hauptrolle.
Ab den 1990er Jahren arbeitete Boulez als Dirigent in Konzerten und CD-Einspielungen überwiegend mit führenden Traditionsorchestern zusammen, unter anderem den Berliner Philharmonikern und den Wiener Philharmonikern. 2004 kehrte er als Dirigent des Parsifal (Inszenierung: Christoph Schlingensief) nach Bayreuth zurück.
Unter der Leitung von Boulez wurden am 17. Oktober 2008 auf den Donaueschinger Musiktagen beim Eröffnungskonzert Stücke von Fabián Panisello, Isabel Mundry und Enno Poppe mit dem SWR Sinfonieorchester Baden-Baden und Freiburg uraufgeführt und sein eigenes Werk Figures – Doubles – Prismes (1963/1968).
Pierre Boulez lebte seit Anfang der 1960er Jahre im baden-württembergischen Baden-Baden, wo er 2016 im Alter von 90 Jahren starb. Die Stadt verlieh ihm 2004 die Goldene Ehrenmedaille und 2015 die Ehrenbürgerschaft. Boulez wurde am 13. Januar 2016 auf dem Hauptfriedhof Baden-Baden beigesetzt. Eine offizielle Trauerfeier fand unter Anwesenheit des französischen Premierministers Manuel Valls und zahlreicher Persönlichkeiten des politischen und kulturellen Lebens Frankreichs am Folgetag in der Kirche Saint-Sulpice in Paris statt.

## Musik

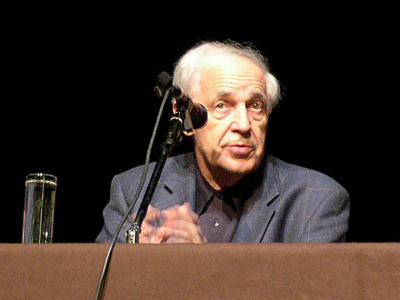
Pierre Boulez (2004)

Neben Karlheinz Stockhausen und Luigi Nono gehörte Pierre Boulez ab Mitte der 1950er Jahre zu den herausragenden Vertretern der musikalischen Avantgarde, speziell der seriellen Musik. In seinen Kompositionen verband Boulez Rationalität und Logik mit den poetischen Traditionen der französischen Musik, insbesondere des Impressionismus. Seine erste Schaffensphase war von einer äußerst kritischen Einstellung zum eigenen Werk wie zu den Kompositionen anderer geprägt. So störte er mehrfach mit Gleichgesinnten Aufführungen konservativerer Kollegen und zog zahlreiche Frühwerke wieder zurück. Aber auch später überarbeitete er seine älteren Werke immer wieder, so dass sie kaum endgültige Form erreichten, sondern immer nur Stufen eines kompositorischen Entwicklungsprozesses darstellten.

## Werke

### Kompositionen (Auswahl)
- 12 Notations (1945) für Klavier
  - Bearbeitungen für Orchester:
    - Notations I–IV (1978; revidiert 1984)
    - Notation VII (1997)
- Klaviersonate Nr. 1 (1946)
- Sonatine für Flöte und Klavier (1946)
- Klaviersonate Nr. 2 (1947)
- Livre pour quatuor (1948/1949) für Streichquartett
- Polyphonie X (1951) für 18 Instrumente
- Le marteau sans maître (1952–1955) für Altstimme, Altflöte, Gitarre, Vibraphon, Xylorimba, Schlagzeug und Viola. Text: René Char
- Structures für zwei Klaviere
  - Livre I (1952)
  - Livre II (1956–1961)
- Klaviersonate Nr. 3 (1955–1957)
- Strophes (1957) für Orchester
- Pli selon pli, portrait de Mallarmé (1957–1962; revidiert bis 1989). Texte: Stéphane Mallarmé
- Doubles für Orchester (1958)
- Eclat für 15 Instrumente (1965 ff.)
- Domaines für Klarinette solo (1961–1968)
- Livre pour cordes für Streichorchester (1968 ff.)
- cummings ist der dichter (1970; revidiert 1986) für 16 Solostimmen oder gemischten Chor und 27 Instrumente. Texte: E. E. Cummings
- …explosante-fixe… (1971) für variables Ensemble
- Mémoriales (1973–1975) für Orchester
- Rituel in memoriam Bruno Maderna für Orchester (1975)
- Messagesquisse (1976/1977) für Solo-Violoncello und sechs Violoncelli
- Répons (1981) für sechs Instrumentalsolisten, Kammerensemble, Computerklänge und Live-Elektronik
- Dérive II (1988; revidiert 2006) für elf Instrumente
- Incises (1994; revidiert 2001) für Klavier
- Sur Incises (1996/1998) für drei Klaviere, drei Harfen und drei Schlagzeuger

### Schriften und Gespräche
- Musikdenken heute 1. Vortrag, übersetzt von Josef Häusler (= Darmstädter Beiträge zur Neuen Musik, Band 5). Schott, Mainz 1963.
- Sprengt die Opernhäuser in die Luft! In: Der Spiegel. Nr. 40, 1967, S. 166–174 (online – Gespräch mit den Spiegel-Redakteuren Felix Schmidt und Jürgen Hohmeyer).
- Anhaltspunkte. 32 Texte und Essays 1948–1974 geschrieben, übersetzt von Josef Häusler. Belser, Zürich 1975, ISBN 3-7630-9016-9; Bärenreiter/dtv, Kassel 1979.
- Werkstatt-Texte. 19 Texte 1948–1963 geschrieben, übersetzt von Josef Häusler. Ullstein/Propyläen, Berlin 1972.
- Wille und Zufall. Gespräche mit Célestin Deliège und Hans Mayer. Übersetzt von Josef Häusler und Hans Mayer. Belser, Stuttgart 1977, ISBN 3-7630-9024-X.
- Musikdenken heute 2. Vortrag, 1963 gehalten, übersetzt von Josef Häusler (= Darmstädter Beiträge zur Neuen Musik, Bd. 6). Schott, Mainz 1985.
- Jean-Jaques Nattiez (Hrsg.): Pierre Boulez – John Cage. Correspondance et Documents. (= Veröffentlichungen der Paul Sacher Stiftung, Bd. 1.), 48 Briefe und Dokumente 1949–1954. Amadeus, Winterthur 1990.
  - Deutsche Erstausgabe: Dear Pierre – cher John. Pierre Boulez und John Cage – der Briefwechsel. Hamburg 1997, ISBN 3-434-50098-7 (Übersetzung: Bettina Schäfer und Katharina Matthewes).
- Leitlinien. Gedankengänge eines Komponisten. 11 Vorträge 1976–1988. Übersetzt von Josef Häusler. Bärenreiter/Metzler, Kassel 2000, ISBN 3-7618-2009-7.
- Boulez on Conducting. Conversations with Cécile Gilly. Faber & Faber, London 2003.

## Auszeichnungen (Auswahl)
- 26 Grammys
- Kommandeur des Ordre des Arts et des Lettres
- Großes Bundesverdienstkreuz mit Stern (23. Mai 1990)[5]
- 1963: Wahl zum Mitglied der Akademie der Künste, Berlin (West)
- 1966: Wahl zum Ehrenmitglied der American Academy of Arts and Letters
- 1968: Wahl zum Mitglied der American Academy of Arts and Sciences
- 1976: Prix France-Allemagne
- 1978: Wahl zum Mitglied der Akademie der Künste, Berlin (Ost)
- 1979: Ernst von Siemens Musikpreis
- 1980: Wahl zum Mitglied der Deutschen Akademie für Sprache und Dichtung[6]
- 1983: Österreichisches Ehrenzeichen für Wissenschaft und Kunst
- 1985: Léonie-Sonning-Musikpreis
- 1986/87: Premio Abbiati
- 1987: Goethe-Medaille
- 1989: Praemium Imperiale von der „Japan Art Association“
- 1990: Ehrenmedaille der Bundeshauptstadt Wien in Gold
- 1992: Theodor-W.-Adorno-Preis
- 1995: Preis der deutschen Schallplattenkritik
- 1995: Künstler des Jahres von der englischen Musikzeitschrift The Gramophone
- 1995: Ehrung bei den Victoires de la Musique in Frankreich
- 1995: Polar Music Prize
- 1995: Wahl zum Mitglied der Académie royale des Sciences, des Lettres et des Beaux-Arts de Belgique[7]
- 1996: Kunstpreis Berlin
- 2000: Wolf-Preis in der Kunst
- 2001: Großkreuz des Ordens des heiligen Jakob vom Schwert
- 2002: Glenn-Gould-Preis
- 2004: Goldene Ehrenmedaille von Baden-Baden
- 2008: Deutsch-Französischer Kulturpreis
- 2009: Kyoto-Preis
- 2011: Adenauer-de Gaulle-Preis
- 2011: Ehrenzeichen des Landes Salzburg
- 2011: Giga-Hertz-Preis
- 2012: Robert Schumann-Preis für Dichtung und Musik der Akademie der Wissenschaften und der Literatur Mainz[8]
- 2012: BBVA Foundation Frontiers of Knowledge Award
- 2014: Ehrenbürger der Stadt Baden-Baden[9][10][11]
- 2015: Grammy Lifetime Achievement Award
- 2015: Benennung eines Asteroiden nach ihm: (13602) Pierreboulez.
- 2017: Eröffnungssaison des Pierre-Boulez-Saals[12]